# Piggelmee
Piggelmee is een sprookjesfiguur die in Nederland vooral bekendheid kreeg door een kinderboekenserie van koffiebrander Van Nelle. De eerste boeken werden geschreven door L.C. Steenhuizen. De boeken zijn prentenboeken.

## Inhoud
Een kabouterpaar genaamd Piggelmee en Tureluur woont in een oude Keulse pot. Ze hebben Van Nelle-koffie. Een tovervis laat hen wensen doen. Het vrouwtje Tureluur vraagt of er betere koffie is dan Van Nelle, maar de vis zegt dat er geen betere koffie is en draait de wensen terug. Vervolgens beleven ze nog andere avonturen die draaien rond de koffie.

## Geschiedenis
Het bedrijf Van Nelle gebruikte kabouters voor reclamecampagnes. Een werknemer van dat bedrijf, L.C. Steenhuizen onder het pseudoniem Leopold, bewerkte het sprookje Van de visser en zijn vrouw van de gebroeders Grimm tot een sprookje waarin het kabouterpaar Piggelmee de hoofdrol speelt. Dit werd het boek Van het toovervischje dat in 1920 uitgegeven werd door Van Nelle. Van Nelle gebruikte Piggelmee om reclame te maken voor zijn koffie en thee.
Hierop verscheen een tweede deel genaamd Piggelmee groeit en......wordt weer klein. De illustraties in die eerste 2 delen waren van een onbekende Duitse tekenaar. De naam was niet in het boek ingedrukt omdat de afbeeldingen niet in het boek gedrukt waren. Men verkreeg ze toen door zegels te sparen die men kreeg bij aankoop van koffie of thee. In 1925 werden de 2 boekjes gebundeld in een omnibus, maar Leopold stierf in 1926. Van Nelle bleef vervolgens de boekjes heruitgeven.
Tijdens de Tweede Wereldoorlog werden de originele plaatjes van Piggelmee vernietigd. Dus bij de heruitgaven waren er nieuwe tekeningen van de hand van Nans van Leeuwen. Later in de jaren 50 verschenen er opnieuw nieuwe boeken van Piggelmee geschreven door andere auteurs, maar opnieuw geïllustreerd door Van Leeuwen. Naast die boeken, verschenen er ook andere merchandising-producten. In de jaren 60 en 70 verschenen de boeken het tovervisje en de wonderschelp in hoorspelen.
In 1985 verscheen nog een boek Piggelmee bij de Eskimo's door Annie Winkler-Vonk. De plaatjes zijn er vanaf dan ongeveer al ingedrukt. De illustrator Nans van Leeuwen stierf in 1995.
In 1989 keerde Piggelmee drie maanden lang terug als 'vrolijke, eigentijdse kabouter', in vier verschillende gevouwen leporello-stripboekjes aangehecht aan de theeverpakkingen. Het scenario hiervoor was van Marjanne van Nieuwpoort en Mark de Jonge, de tekeningen waren van Bart van Erkel.
In 1999 werd er een musical geschreven door Harrie Jekkers en Koos Meinderts gebaseerd op Piggelmee. De regie was in handen van  Louis Lemaire. Meinderts bewerkte vervolgens de musical in het boek Meneer Hoedjes vangt een vis in datzelfde jaar. Ten slotte in 2008 verscheen het boek Piggelmee en de dieren geschreven door Jessica Voeten

## Lijst van boeken
Er verschenen 8 prentenboeken van Piggelmee exclusief omnibussen. Hieronder volgt een lijst van die boeken.
| Titel                                   | Uitgavejaar | Auteur                | Illustrator                             | ISBN              |
| --------------------------------------- | ----------- | --------------------- | --------------------------------------- | ----------------- |
| Van het toovervischje                   | 1920        | Leopold               | Onbekend/Nans van Leeuwen               |                   |
| Hoe Piggelmee groot werd                | 1923        | Leopold               | Onbekend/Nans van Leeuwen               |                   |
| De wonderschelp                         | 1950        | Jan L. Wage           | Nans van Leeuwen                        |                   |
| Piggelmee groeit en....wordt weer klein | 1951        | D. Roodenburg Vermaat | Nans van Leeuwen                        |                   |
| Piggelmee, de baas van bos en duin      | 1951        | Jan van Duin          | Nans van Leeuwen                        |                   |
| Piggelmee bij de Eskimo's               | 1985        | Annie Winkler-Vonk    | Bataafsche Teekenmaatschappij Rotterdam | 90-9400300-7      |
| Meneer Hoedjes vangt een vis            | 1999        | Koos Meinderts        | Annette Fienieg                         | 90-258-4051-5     |
| Piggelmee en de dieren                  | 2008        | Jessica Voeten        | Onbekend                                | 978-90-476-0574-4 |

## Hoorspelen en luisterboeken
In de jaren 60 verschenen 2 verhalen van Piggelmee op grammofoonplaten en daarna verschenen ze opnieuw in de jaren 70. Hieronder volgen die platen.
- Piggelmee en het Tovervisje 1961[16]
- Piggelmee en de Wonderschelp 1962[17]

In 2007 verscheen er een luisterboek van Piggelmee. Later in 2011 verscheen Piggelmee ook op een luisterboek met andere sprookjes voorgelezen door Kees Prins.
- Het luisterboek van Piggelmee 2007[18] ISBN 978-90-5444-196-0
- En ze leefden nog lang en gelukkig : sprookjes voor jong en oud 2011[19] ISBN 978-90-476-1208-7

## Trivia
- In 2008 ontwierp Dennis Koot een Nederlandse postzegel van Piggelmee.[20] Deze postzegel is een onderdeel van de postzegels Plak louter kabouter die op 1 oktober 2008 verschenen.[20][21] De andere 4 postzegels droegen de afbeeldingen van de kabouters Pinkeltje, Wipneus en Pim, Paulus de boskabouter en David de kabouter.[21]